# Дескрипція
Дескрипція (лат. describere — описувати) — опис, конструкція, за формою має вигляд «той …, який …». При побудові логічних засобів вона включає в мову в числі  термів.  
Визначена дескрипція відповідає терму ιx.Φ, який канонічно читається як «той єдиний x, для якого виконується (вірно) Φ». Невизначена дескрипція відповідає терму εx.Φ, який канонічно читається як «той x, для якого виконується (вірно) Φ».